# New Jerseys flag
New Jerseys flag består af en lys gul-brun flagdug og har delstatens segl i midten. Flaget blev indført 26. marts 1896.
Seglet har tre plove som det centrale motiv, en reference til at delstaten New Jersey historisk havde landbrug som en vigtig erhvervsvej. Skjoldholderne er to romerske gudinder, henholdsvis frihedsgudinden og Ceres. Den sidstnævnte var kornets gudinde og står som et symbol for rigdom. Hun holder et overflodshorn. Frihedsgudinden holder en stav med en rød frihedshue. 
Farven på flagdugen i New Jerseys flag er ualmindelig. Den er valgt fordi den blev benyttet i faner og uniformer for delstatens militære enheder tilbage til 1780. Farven forekommer også i Delawares flag. For øvrigt har mange af USA's delstatsflag blå baggrund, dette fordi blåt har været en almindeligere farve for militære faner.

## Ekstern henvisning
- The New Jersey State Flag fra New Jerseys officielle hjemmeside